# Schronisko „Andzia” na polanie Pieniny
Schronisko „Andzia” na polanie Pieniny – nieistniejące schronisko górskie, położone w Pieninach na górnym skraju polany Pieniny pod Trzema Koronami.
Schronisko powstało w 1895 roku jaki prywatna własność Anny Drohojowskiej. Było odwiedzane przez kuracjuszy, pragnących zobaczyć wschody i zachody słońca. Z czasem zaczęło pełnić funkcję wyłącznie bufetu, do ostatecznego zlikwidowania w 1937 roku. Obecnie w tym miejscu zbudowany został drewniany schron turystyczny.